# Mayagüez (Mayagüez)
Mayagüez es un barrio-pueblo ubicado en el municipio de Mayagüez en el estado libre asociado de Puerto Rico. En el Censo de 2010 tenía una población de 26 903 habitantes y una densidad poblacional de 3495.06 personas por km².

## Geografía
Mayagüez se encuentra ubicado en las coordenadas 18°12′12″N 67°8′46″O / 18.20333, -67.14611. Según la Oficina del Censo de los Estados Unidos, Mayagüez tiene una superficie total de 7.7 km², de la cual 6.6 km² corresponden a tierra firme y 1.1 km² (14.23 %) es agua.

## Demografía
Según el censo de 2010, había 26 903 personas residiendo en Mayagüez. La densidad de población era de 3495.06 hab./km². De los 26 903 habitantes, Mayagüez estaba compuesto por el 74.87 % blancos, el 9.46 % eran afroamericanos, el 1.04 % eran amerindios, el 0.23 % eran asiáticos, el 0.02 % eran isleños del Pacífico, el 9.68 % eran de otras razas y el 4.69 % pertenecían a dos o más razas. Del total de la población el 99.2 % eran hispanos o latinos de cualquier raza.